# De iustitia in mundo
De iustitia in mundo (Über die Gerechtigkeit in der Welt) ist der lateinische Titel eines der beiden Dokumente der II. ordentlichen Bischofssynode in Rom, die zwischen dem 30. September und 6. November 1971 stattgefunden hat. Es wird auch zitiert nach seinem Incipit: Convenientes ex universo mundo („Aus der ganzen Welt zusammengekommen“). Die Synode hatte das Thema „Der priesterliche Dienst und die Gerechtigkeit in der Welt“. Das zweite Dokument handelt daher über das Amtspriestertum und trägt den Titel Ultimis temporibus.
De iustitia in mundo gehört zu den nachkonziliaren Dokumenten zur Soziallehre der Katholischen Kirche. Die Synode baute auf die Enzyklika Populorum progressio (1967), auf die Pastoralkonstitution Gaudium et Spes des Konzils Vatikan II (1965) und auf die Abschlussdokumente der II. Generalkonferenz der Bischöfe Lateinamerikas (1968).

## Anliegen und Aussagen
Das Dokument hebt Notwendigkeit der sozialen Gerechtigkeit im Handeln der Kirche und der Christen hervor: „Der Einsatz für die Gerechtigkeit und die Teilnahme an der Umgestaltung der Welt erscheinen uns als wesentlicher Bestandteil der Verkündigung des Evangeliums und der Sendung der Kirche zur Erlösung der Menschen und zur Befreiung von jeder Art Unterdrückung.“
Es werden wirtschaftliche Ungerechtigkeit, vor allem in armen Ländern, Umweltschutzprobleme und politische Ungerechtigkeit in totalitären Staaten bemängelt. Die Besonderheit des Dokumentes ist vor allem die Hervorhebung der Ungleichheit zwischen den Ländern sowie die Forderung eines Recht auf Fortschritt für Entwicklungsländer. Dabei wird die Notwendigkeit für diese Völker, ihr Schicksal selber in Hand zu nehmen, hervorgehoben: „In dem Maß die Entwicklungsländer – auch wenn es ihnen nicht ganz gelingt – mit starkem Willen zum Fortschritt ihr künftiges Schicksal selbst in die Hand nehmen, machen sie ihre Eigenart authentisch klar. Als Abhilfe gegen die Ungerechtigkeit und Ungleichheit der heutigen Sozialstrukturen lässt ein verantwortungsvolles Nationalbewusstsein diese Völker ihr eigenes Wesen suchen.“
Die detaillierte Beschreibung mancher Situation und die wiederholte Erwähnung der „Befreiung der Unterdrückten“ im Text zeigt den Einfluss der Ansichten aus der Dritten Welt und der Option für die Armen. Diese Abschnitte des Dokumentes sind vor allem den Beiträgen des peruanischen Bischofs Germán Schmitz zu verdanken.